# Leucothoe laurensi
Leucothoe laurensi is een vlokreeftensoort uit de familie van de Leucothoidae. De wetenschappelijke naam van de soort is voor het eerst geldig gepubliceerd in 1995 door Thomas & Ortiz.